# 魔導聖戰 風色幻想
《魔導聖戰 ～風色幻想～》，是由台湾弘煜科技开发制作，于1999年发售的角色扮演游戏。是该公司风色幻想系列及其子系列菲利斯多篇的奠基之作。

## 游戏版本

### 试玩版
剧情与正式游戏完全无关的试玩版。

此外，某个版本中如果进行正式版游戏时没有放入光盘、或未关闭游戏CD音乐的自动播放界面，也会进入这个版本，但无法操作角色且会出现人物建模错乱问题。

据说在游戏快捷方式栏“目标”项最后加上“ demo”也能够进入这个版本，但没有证实过。

### 初版
1999年于台湾发售的初版。后来于官方网站公布了可以操作魔兽等补丁。

载体为CD-ROM两片。第一片为安装盘，第二片为执行盘（实际为背景音乐音轨CD）。

此外，第一片光盘中收录了游戏的设定草图、游戏人物气球脸图标、壁纸等资料。

当硬盘大于一定容量时，这个版本的安装程序将无法正常识别硬盘空间，

导致游戏无法安装。

### 简体版
1999年于中国大陆发售的简体版。

游戏光碟碟面采用黑白印刷、说明书除了采用黑白印刷还有删减页码（不是装订错误导致的漏页）的现象。

此外，这个版本存在一些文字转换错误，如僵尸-鞮尸，回旋刀-癸旋刀等，但基本不会影响游戏进行。

### 重制版
2004年于台湾发售的重制版。

内含额外发售的攻略本，不过和全彩的原版攻略本不同，是改以双色印刷。

载体仍为CD-ROM两片，但在第一片上额外附加了补丁等，

另外原本以BMP形式收录的设定草图改以JPG收录，并增加了目录网页。

此外，也没有了气球脸图标、壁纸。

这个版本没有无法正常识别硬盘剩余空间的问题，但还是会由于配置提升导致游戏速度过快而无法操作。

### 完美版
不详。????年于中国大陆发售的简体重制版。

### 资料片
除了一些补丁，本游戏未曾发售任何资料片。

### 续篇
此处所指的续篇特指沿用本游戏主要角色的，情节上的续篇。
- 风色幻想Forever～龙的新娘～

- 幻翼傳說～露卡的魔獸教室～
- 风色幻想Adventure Generation Online

下文中所指的AGO，皆是指代风色幻想Adventure Generation Online；

其时间点约为本作品结局后的3年后。

## 故事简介
以下所记述的是与本作品较为密切相关的部分。关于其他部分清参考：

### 天泣之劫
这个世界的人类，本居住于由命运三女神所守护的乐园中。

但遥远的过去，被后世称为“天泣之劫”的人类与女神的战争中，为了摆脱命运，

人类联合冥族，终于将其中两位女神封印，最后一位亦和冥王一起失去了踪影。

实际上，用来封印女神的力量，乃是来自原本用于封印混乱与破坏之神-卡奥斯的力量。

因为动用这份力量而导致邪神的复活，最后由残存的女神-拉克西丝的舍身封印落下帷幕。

### 龙战争
离开了女神和乐园的人类，只得努力追求生存。

原本，在和赤龙族争夺生存土地的战争中，人类一直处于下风。

但在被后世称为英雄王的法利翁·桑德拉，及被后世称为大贤者的赛莉耶带领下，
人类终于得以击败了赤龙族。这场战争，被称为“龙战争”。

赤龙族的首领——赤龙王亦被封印于龙之渊……。
此后，英雄王建立了桑德拉王国，大贤者则是建立了圣尼多王国。

### 本作的故事
……1000年后，发生了很多很多事，最终导致混乱与破坏之神——卡奥斯复活，

由于10（+1）位冒险者的努力，在被称为“天空战争”的战斗中，成功将卡奥斯再次封印。

虽然原本被封印的女神也重新复活，但女神已不会再干涉人类的命运。

因为人类让女神明白，他们已不再需要女神的庇护与领导。

## 世界观
本游戏的故事主要是在位于大陆南方、名为奥尔费的土地上展开的。

### 半月岛
本作女主角露菲雅在坐落于此的里拉魔法学院中长大。

AGO中，魔法学院似乎正在修理。

此外，岛上似乎存在名为迷雾之森的区域，但无法直接走路抵达，只能由朱里安、蕾依莎帮忙传送进入。

### 魔导圣域
由魔法女王-席路亚所控制。有很多胶质怪类的魔兽出没。席路亚住在魔导圣域的深处。

AGO中，魔导圣域深处没有任何东西。另外，恶梦领域最深处是个和魔导圣域深处似是而非的区域。

### 缎带镇
坐落于奥尔菲东部的城镇，开有冒险者公会为冒险者提供各种资讯等协助。目前的会长是丽卡。

露卡也在此开设了魔兽屋（幻翼传说）。

AGO中，成为了“缎带联盟”的活动中心。露卡也没有再开魔兽屋了。

### 云海之镇
经过云海山道可以抵达云海之镇，其北方坐落着雷雨神殿与米陶诺斯迷宫。

AGO中，云海之镇整个神秘失踪。后来原址变成了混沌洞窟，洞窟内似乎有菲利斯多的气息。

此外，云海之镇原址也是连接恶梦领域的谜之区域。另外，无法抵达雷雨神殿与米陶诺斯迷宫。

### 落日之都
经由苏洛港都、拉娜镇就能到达落日之都。是个繁华的城镇，但最近似乎发生了奇怪的事件。

杰斯特就是前来调查、解决此事件的。

众人最后击败了阴谋者领主沙巴里昂，解决了事件。

AGO中，无人居住的领主馆不知为何出没着很多魔兽。另外，要前往落日之路，必须经过关卡守卫才行。

### 龙之镇
代代守护龙之渊的战士、希路夫一族所居住的城镇。

龙之渊中封印着千年前的龙战争中，被击败的赤龙王-那迦的遗体。

AGO中，夏露露就是利用龙之渊入口封魔石会降低魔力的特性，在此修炼魔法。

此外，由于封印已经被解除，因此冒险者只要得到雅皙鲁的许可，也能进入龙之渊。

### 桑德拉
由千年前的龙战争中，击败赤龙王的英雄王-法利翁·桑德拉所建立，位于奥尔菲东南方的王国。

马修·瑞恩率领的黑翼骑士团就是桑德拉主教-温德尔手下的组织。

附近的古代树海中名为侠盗窝的地方隐藏着一伙自称侠盗的家伙。

根据露菲雅的说法，在魔兽活性化前，应该是有很多可爱的小动物的。

但现在连森林中的绿之精灵都被邪恶污染，化为了吞食活人、夺人生气的“藤兽”。

AGO中，公主缇雅·桑德拉继承了桑德拉王位成为女王。

### 圣尼多
由千年前的龙战争中，协助英雄王击败赤龙王的不老不死大贤者-赛莉耶所建立的王国。

信仰守护天空大陆的光辉女神-莱雅。

旗下有名为费特骑士团的组织，杰斯特就是其中的副团长。

附近的菲欧娜镇是个有着“龙的新娘”传说的小镇。（风色幻想Forever~龙的新娘~）

### 炽焰山
遍地熔岩的火山。深处有不死鸟栖息。

在露菲雅因為耗盡生命力而死時，艾薩斯帶她的身體來求不死鳥讓她復活。

### 封岳之塔
位于奥尔菲西侧的高塔，神之國的遺產之一，游戏最后，和卡奥斯的决战也是在此塔塔顶展开的。

AGO中，神秘地降临在圣尼多附近的亚蒂玛之道尽头。命运之子曾在此塔塔顶与尼克罗曼沙一战，

但被其逃走，并失去了关于这次交手的记忆。从塔顶似乎可以眺望到目前还是谜的另一座塔。

## 登场人物

### 主要角色
玩家可操作的角色，经过冒险结识的伙伴。

在故事的最后，齐心合力，重新封印了复活的混乱与破坏之神-卡奥斯。

#### Lufia Hilta /露菲雅·希尔达
登场时职业：火精灵使
属性：火
主武器：剑
副武器：杖
昵称“露”。17岁。

自诩为“天才美少女魔导士”，也的确是魔法天才，但似乎不太爱努力。

能使用强力破坏魔法“裁之刃”。此外，不知为何还能解开“言灵法”的封印。

虽然从小就变成了孤儿，但还是开朗乐观又任性，只是在钱的事情上会比较计较。

故事就是由她与搭档安洁妮一同寻找记载“最强魔法：菲利斯多”的“光辉皮卷”拉开序幕的。

在寻找菲利斯多的旅程中，逐渐发现了自己身世的秘密，

并最后和冒险旅途中结识的伙伴们一起击败了复活的邪神-卡奥斯。

AGO中，加入了缎带联盟，依然和安洁妮一起过着自由冒险的日子。

#### Anjenny Farnell /安洁妮·法奈尔
登场时职业：治愈师
属性：无
主武器：弓
副武器：杖
昵称“安”。17岁。

有点迷糊的治愈师，现在跟露菲雅搭档冒险。

原本是大贤者·赛莉耶的弟子，也有一些其它的传闻，但迷糊的本人并不怎么在意的样子。

一开始是被派来监视露菲雅的，但在和她一起冒险的途中产生了姐妹般的感情。

AGO中依然和露菲雅一起过着自由冒险的日子。

#### Julian York /朱里安·约克
登场时职业：冒险家
属性：风
主武器：剑
副武器：剑
手持破灭之剑-法迪斯，和蕾依莎同样来自天空大陆的冒险家。20岁。

性格是不想太多的单纯热血型。
他和蕾依莎的故事，是该公司另一部作品《幻想时空》中的主要情节。
AGO中，和蕾依莎一起加入了和露菲雅所在的缎带联盟相互竞争的蓝天联盟，让露菲雅有点火大。

#### Raisa Fikas /蕾依莎·费加斯
登场时职业：魔法剑士
属性：无
主武器：剑
副武器：剑
昵称“蕾”。20岁。和朱里安同样来自天空大陆。

性格冷静沉着，基本上发挥着朱里安的刹车的作用。

不过一旦喝酒还是会失态。

由于过去的经历，倒是可以和一些意想不到的人物谈得来。
AGO中，仍然和朱里安一同作为冒险者留在奥尔菲大陆。

#### Jaster Lusater /杰斯特·鲁夏多
登场时职业：圣骑士
属性：无
主武器：剑
副武器：戳
24岁。圣尼多费特骑士团副团长，剑术高强，有“费特之星”的称号。

受赛莉耶所托，前往落日之都协助露菲雅调查某个事件时，结识了缇雅。

AGO中仍是费特骑士团副团长，并且目前担任转职成为魔法剑士、精灵骑士的考官。

未婚。

#### Tia Sanlusfa /缇雅·桑露斯法
登场时职业：武圣
属性：无
主武器：拳套
副武器：拳套
19岁。在落日之都事件中与露菲雅等人结识的流浪舞者。

使用武术行侠仗义。

在桑德拉王国的事件中，揭开了她的真实身份是桑德拉王国的公主，

为了免于被温德尔主教杀害而隐姓埋名。最后在露菲雅等人的帮助下，

成功取回了桑德拉王国的继承权。

后来被梅莉鲁操纵，解开了“龙之渊”上的一层封印。

在本作结局时已经继承了桑德拉王位。

在AGO中，建立了“苍炎战旗”组织并担任其领导，调查奥尔菲大陆各地神话梦魇的真相。

对杰斯特有意思，不过因为对方一直没有告白，所以也一直在等他。

#### Azel Hilf /雅哲鲁·希爾夫
登场时职业：飞行师
属性：无
主武器：回旋刀
副武器：戳
16岁。世代守护“龙之渊”的“希路夫一族”战士。

由于过去的事非常讨厌冒险猎人，而且相当倔强。

但后来由于对露菲雅等人加深了解，变得能够接受她们。

在守护龙之渊的战斗中，和敌人死神-裘卡成为了死对头。
本作结局后，在龙之渊贩卖着以参加封印卡奥斯战斗中伙伴们为原型制作的娃娃，

而且似乎很畅销的样子。

AGO中担任测试命运之子是否够资格进入龙之渊的职务。后来也应邀来到了苍炎战旗。

#### Sarlulu Andrwl /夏露露·安德拉
登场时职业：炎魔导士
属性：风
主武器：杖
副武器：杖
22岁。朱里安等人的旧识。

为了寻找最强魔法而来到奥尔菲大陆，也因此视露菲雅为宿敌。个性比较古怪。

除了强力的魔法外，其实用杖打人也是挺痛的。
AGO中仍留在奥尔菲大陆，以龙之渊的独特地形进行着魔法修炼，

目标是战胜露菲雅。受缇雅邀请来到苍炎战旗后也做着各种古怪的魔法实验的样子。

#### Olin Kajua /欧琳·卡裘亚
登场时职业：佣兵
属性：无
主武器：戳
副武器：锤
25岁。古代树海中侠盗团的头头，非常讲义气，被手下称为“大姐头”尊敬着。

过去因为某件事结识了缇雅，后来仗义帮助她取回了桑德拉王国的继承权。

酒量不好，喝酒後被稱做「無牙之貓」。
AGO中，她将侠盗窝提供给缇雅作为苍炎战旗组织活动的据点，

并且因为杰斯特怎么也不肯告白怒斥他为“大木头”为两个人着急。

#### Isas Jafiert /艾萨斯·杰菲尔特
登场时职业：幻影使
属性：无
主武器：剑
副武器：戳
年龄不详。一直神出鬼没地对露菲雅等人伸出援手，神秘又沉默寡言的一身黑的男子。

故事中期，他的真实身份才逐渐揭露。

### 命运三女神
负责掌管这个世界人们命运的三名女神。

#### 克罗托
命运三女神的长女，掌管“誕生”。

后来在史称“天泣之劫”的，试图摆脱命运女神支配的人们挑起的战争中，

和妹妹阿特洛彼丝一同被人类将肉体和灵魂分别封印在米陶诺斯迷宫深处和封岳之石内。

后来由于露菲雅等人的行动，封印被打破时，曾一度想向人类复仇。

最终还是和拉克西斯达成和解放弃复仇，并合三女神之力，封印了复活的邪神-卡奥斯。

后来在AGO中遭到神秘的奏者-尼克罗曼沙囚禁，并被夺走了力量。

此外，玩家所使用的“命运之书的圣灵”，即是她辖下的二级神。

#### 拉克西丝
命运三女神的次女，掌管“秩序”。

由于一些原因，是三女神中拥有最高神格的女神。

“天泣之劫”中，与冥王相遇，多番战斗后，由于卡奥斯的意外复活，奋而前往封印卡奥斯，

并最后与它一同从历史的舞台上消失。
- 露菲雅·希尔达

拉克西丝的转世，不知为什么完全跟“理性”的女神背道而驰般地任性冲动。
也由于是神的转世，拥有极高的魔法天赋。
而她能解开“言灵法”的封印，也是因为这种咒法其实就是女神-拉克西丝所使用的。
不过，女神-拉克西丝并不等于人类露菲雅·希尔达，她选择作为人类活下去。
AGO中，尼克罗曼沙造出了神话梦魇·拉克西丝降临世间，

不过那只是被憎恶蒙蔽双眼的悲哀的存在，真正的女神已经选择了宽恕人类。

#### 阿特洛彼丝
命运三女神的末女，掌管“诞生”。

后来在史称“天泣之劫”的，试图摆脱命运女神支配的人们挑起的战争中，

和姐姐克罗托一同被人类将肉体和灵魂分别封印在米陶诺斯迷宫深处和封岳之石内。

后来由于露菲雅等人的行动，封印被打破时，曾一度想向人类复仇。

最终还是和拉克西斯达成和解放弃复仇，并合三女神之力，封印了复活的邪神-卡奥斯。

AGO中，不知为何，命运之子（玩家）被叙述为“阿特洛彼丝的碎片”；

AGO的故事即是从命运之子开启“被阿特洛彼丝的言灵法封印的盒子”开始的。

### 其他重要角色

#### 大贤者 赛莉耶
统治圣尼多王国长达千年的不老不死的大贤者。

曾经作为魔导士，亲身参加过1600年前的天泣之劫，以及800年前的龙战争。

過去被拉克西絲奪去時間，相當提防拉克西絲的復活。
- 圣者 西昂

千年前“天泣之劫”中，人类的领袖人物。
正是由于他不知如何得到了菲利斯多的力量，使得人类对女神的战争出现了胜机。
最后被妻子刺杀而死。
AGO中，在圣尼多传授命运之子新的职业“徽章骑士”。并且，正在对星之遗迹展开调查。

#### 冥王 迪斯路亚
本游戏中，不同于人类的另一个种族-冥族的现任首领。

于1600年前因反抗神而被拉克西斯灭族，放過了重傷中的她後，一直试图挑戰和报仇，但总是无法击败女神。

不过，因为体质的关系，无论受了多重的伤都能复原，所以仍然坚持不懈地试图报仇。

后来因为逐渐萌生的“感情”而一直暗中保护女神的转世露菲雅·希尔达。
- 艾萨斯·杰菲尔特

冥王迪斯路亚的化名。名字的來歷是他曾經暗殺過一名聖者。
风色幻想Forever~龙的新娘中，因在本作结束时受到太强的破坏，虽然身体复原但曾一度失忆，

被罹患绝症的少女-园雅带回，陪在她身边直到她走过人生最后的时光。

AGO中，还是没有回到冥界，独自一人在世界之壁上考虑着什么。

#### 魔法女王 席路亚
魔导圣域的主人，被誉为全奥尔菲最强而被称为魔法女王的神秘女士。

露菲雅前往询问菲利斯多的事情，但没有从她口中得到答案。

每个章节，前去魔导圣域与她交手的话，无论输赢都能得到两个徽章。

AGO中尚未登场。

### 敌对角色
在此只列出对故事影响较大的跨章节敌对角色，一些章节也無太大戲份的敌方首领就直接略過不介紹。

#### 马修·瑞恩
桑德拉主教温德尔旗下，黑翼骑士团的团长。

作为反派登场，其实非常忠于骑士道精神。

不过由于头脑不太灵光，所以很多时候都要倚赖参谋夏菲斯。

AGO中，似乎仍然作为黑翼骑士团团长在活动着，但尚未正式登场。

#### 夏菲斯·那亚加
桑德拉主教温德尔旗下，黑翼骑士团的参谋。

长于计略，甫一登场就是以识破朱里安、蕾依莎夹击战术的形式。

和单纯的团长不同，似乎在暗地里计划着什么。
- 赤龙王 夏菲斯

千年前龙战争中灭亡的赤龙族后裔，就是夏菲斯的真实身份。
他答应协助梅莉鲁，以便得到力量向人类复仇。
- 绝对神 夏菲斯

继承了菲里斯多力量而成为绝对神的赤龙王 夏菲斯。
最后还是在露菲雅等人的努力下被击败了。

#### 死神·裘卡
梅莉鲁手下，手持巨大镰刀的红发女性，因冷酷无情地杀戮被称为死神。
在龙之渊与雅皙鲁的战斗中，逐渐对她抱持兴趣，甚至互认为宿敌。
虽然不是正式加入队伍，但在某个特殊条件下，可以以捕捉魔兽的方式使她成为我方队伍的一员。
- 露卡

裘卡的妹妹，丽卡的姐姐。绿色头发。魔兽合成屋的店长。
外传幻翼傳說～露卡的魔獸教室～的主角。
本作故事结束3年后没有再开魔兽屋，而是在缎带联盟公会大厅为冒险者们调制浓缩薄荷药，
或向冒险者们提出制作任务的委托（风色幻想Online）。
- 丽卡

裘卡、露卡的妹妹。蓝色头发。缎带镇冒险者工会的会长。
本作故事结束3年后，成为缎带联盟的代理会长，主持大小事务（风色幻想Online）。
AGO中，作为参与天空战争、击败卡奥斯的十英雄之一为人称颂（风色幻想Online）。

缎带联盟实际的会长，但把工作都交给妹妹丽卡处理。

#### 混乱与破坏之神 卡奥斯
和夏菲斯联手（实际是利用夏菲斯），试图破坏世界的神祇。

千年前被封印，但被露菲雅年幼时无意中解开而复活。

游戏中各阴谋背后的操纵者。
- 玛莉亚

露菲雅的母亲，已逝。
- 梅莉鲁

占据玛莉亚身体的卡奥斯。

## 游戏系统

### 真实行动点数系统
游戏采用了和当时“走一步，打一步”的战棋游戏不同的“真实行动点数系统”（简称RAP系统）。

在本作中，角色各自具有不同的RAP上限，玩家进行任何行动时会消耗固定的RAP数值。

因此，玩家可以更加自由地对角色行动进行组合（例如连续执行两次“移动”而不进行“攻击”）。

当RAP耗尽或玩家直接选择“休息”时，即表示这名角色本回合不能再采取任何行动。

当我方角色全部进入“休息”状态后，就会结束我方的回合，进入敌方的回合。

当下一个我方回合开始时，角色的RAP会恢复至上限的数值。

此上限的数值可以依靠游戏中的道具提高。

### 徽章系统
玩家通过装备“徽章”，可以使角色拥有其他的丰富多彩的指令。

例如，任何角色只要装备魔法类徽章，就能够使用魔法（但还是要参考MP的数值是否足够）。

大部分徽章通过赚取经验值可以升级，从而变得能够使用新的技能；

这个等级是跟随徽章的，也就是说，只要把徽章练到满级，

角色只要装备就可以直接使用高级魔法。

此外，玩家可以用徽章到城市中的“转职神殿”更改角色的职业。

更改后，角色的基本数值会有所变化，升级时能够提升的能力也会有所变化。

转职时使用的徽章会被“装备”到该角色身上而从仓库中消失，

只要该角色转为其他职业，就能再次还原成徽章。

### 魔兽系统
玩家可以在将非首领级敌人的生命值降低到一定数值后，

使用“降魔徽章”的技能“魔兽捕捉”就可以将魔兽抓为己方的魔兽。

抓来的魔兽可以到城镇中的“魔兽合成屋”出售，或者与其他的魔兽进行合成。

此外，玩家也可以到魔兽合成屋购买魔兽，不过一般能力会比较低。

如果不安装官方“操纵魔兽”补丁，玩家就无法操作魔兽，而是由AI自动操作。

### 连续施法和复合魔法
玩家装备“连续施法徽章”时，可以使用“连续施法”指令，

仅消耗一次RAP就进行多次攻击

玩家装备“复合徽章”时，可以连续使用2种攻击。

当两种攻击属于可复合的关系时，将会复合成1次该攻击，并且消耗的数值也是根据该技能来消耗。

这个指令能看到很多无法直接选择的技能。

## 主题歌
征服的路途
作者：将门狮子吼乐团
- 歌词收录于游戏说明书最后[12]。

## 音乐CD
本游戏没有单独的音乐CD，第2片光碟（执行盘）即相当于本游戏的音乐CD。

共有20个音轨。曲目列表印刷于盘面上。

全部音轨皆为将门狮子吼乐团所创作。